# Arte fatimí

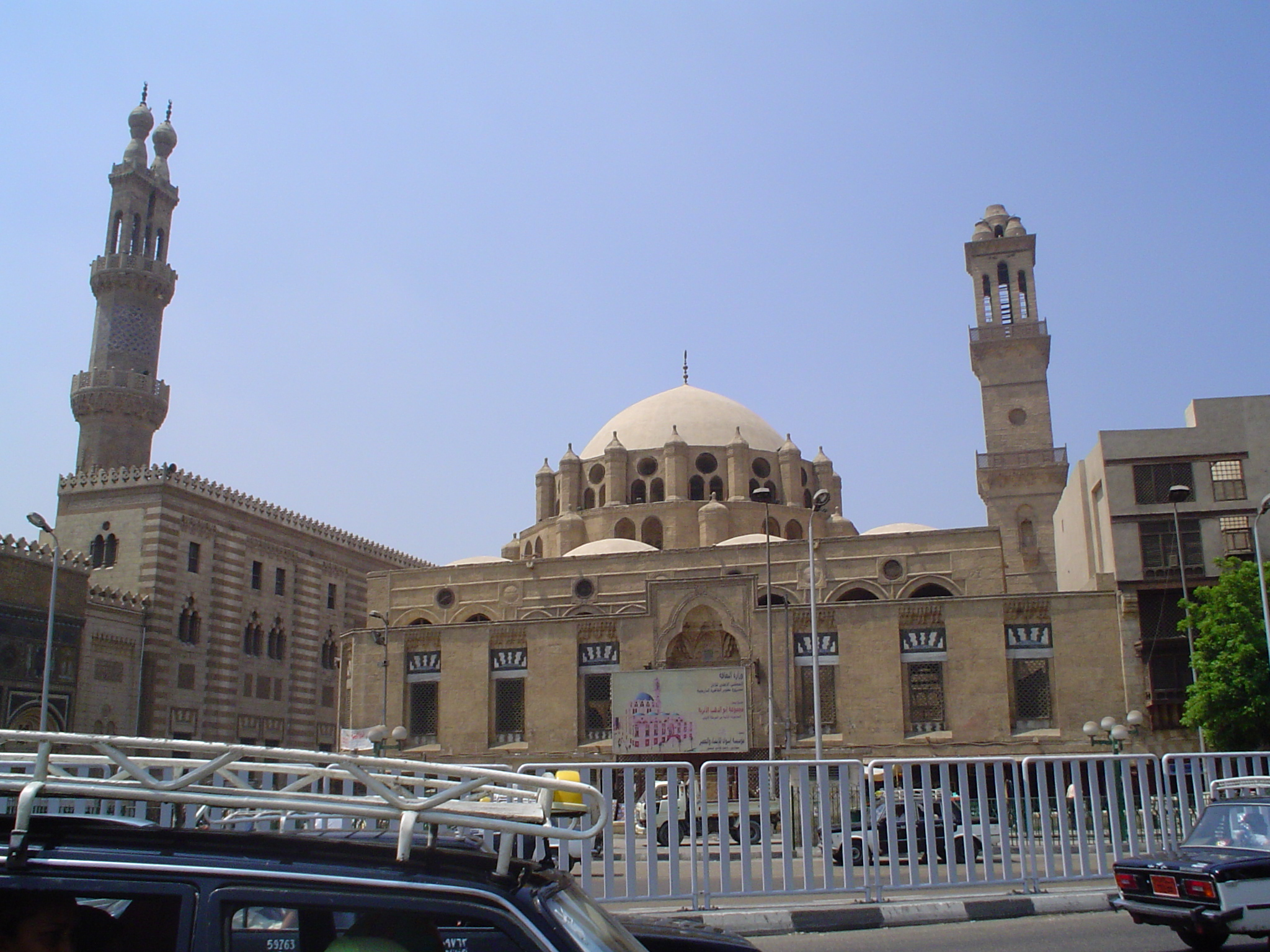
Mezquita y Universidad de Al-Azhar. El Cairo

El arte fatimí designa la producción artística que tuvo lugar bajo la dinastía de los Fatimí, que reinaron en Ifriqiya y después en Egipto entre 909 y 1171.
Reinando en El Cairo a partir de 969, la dinastía fatimí es una de las pocas dinastías chiitas del mundo islámico y la única cuyos miembros llevan el título de califa. Opuesta a los abasidas, que reinaban en Irak, dieron lugar a una importante producción artística, favorecida por la competencia entre las dos dinastías. 

## Arquitectura y urbanismo

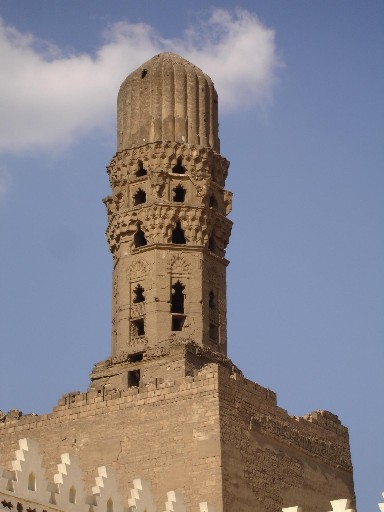
Mezquita Al-Hakim en El Cairo

La gran obra urbanística consistió obviamente en la fundación de la ciudad de El Cairo (al-Qahira en árabe, o sea “la Victoriosa”), a partir de 969. De este tiempo datan las mezquitas de al-Azhar y de al-Hákim. Las mezquitas fatimís utilizan siempre un plano árabe, con naves paralelas a la qibla en la sala de oración, una tramo elevado (el que conduce al mihrab) y un pórtico más o menos desarrollado. Lo que sorprende en estos edificios, es seguramente su aspecto macizo y con muy pocas aberturas. Los alminares también llaman la atención, cuando no fueron sustituidos bajo la dominación de los Mamelucos, aparecen macizos, con una base cuadrada muy alta. El decorado sigue siendo sobrio, utilizando, en particular, arcos ciegos, medallones decorativos y frisos con inscripciones. El trabajo en estuco es muy importante, en particular, en los mihrabs.

## Objetos
Desde el punto de vista de los objetos, se pueden citar varias producciones importantes: la madera tallada, la cerámica barnizada, el cristal de roca y el vidrio tallado, así como la industria textil. El arte del metal existe, obviamente, pero está algo menos desarrollado que en otras épocas. Por el contrario, el período fatimí marca una edad de oro de la joyería y la orfebrería.

### Madera

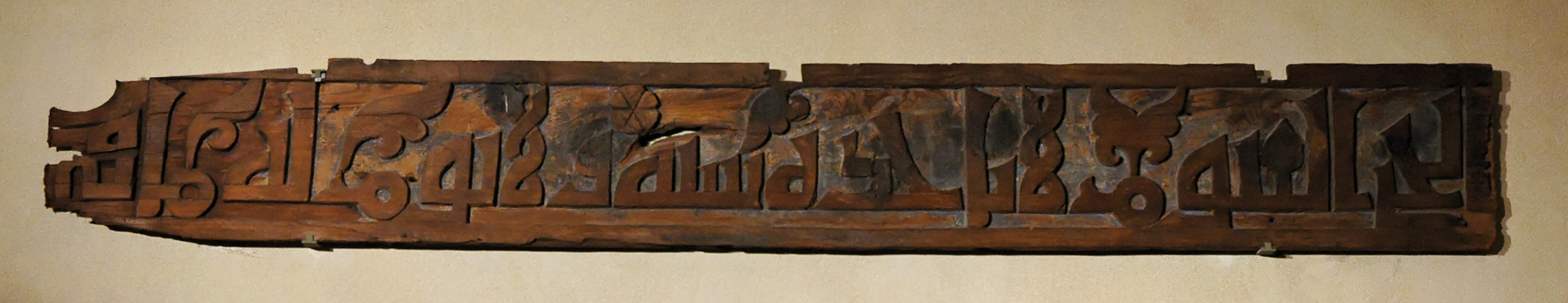
Friso epigráfico de madera que lleva una inscripción en cúfico, final del.

La escultura en madera se conoce especialmente bien gracias al cálido clima egipcio, que permitió la conservación de numerosas obras. Se conocen sobre todo frisos, a menudo fragmentarios, con una iconografía variada: animales, personajes en distintas posturas y actitudes. Los motivos principales van acompañados siempre de motivos vegetales decorativos. También se emplea la marquetería, y existe algunos ejemplos de madera finamente incrustada de marfil.

### Cerámica
La cerámica barnizada en pasta arcillosa, después silícea, está muy presente en el mundo fatimí. Se cree que se producía más bien en Siria, pero podría ser también que hubiera existido en El Cairo un centro de alfarería. El barnizado fatimí tiene la particularidad de ser de color amarillo dorado, brillante, y se divide en dos períodos. Inicialmente, el decorado es figurativo, ilustrando con personajes o animales. Posteriormente, prevalece la abstracción y las formas se simplifican. Los especialistas distinguen  numerosos grupos diferentes. Citaremos el de Tell Minis, que podría también ser Ayubí. Su nombre proviene de una ciudad siria dónde se han encontrado numerosas vajillas barnizadas, sin que se tenga constancia de la existencia de un taller. 
La iconografía se reduce generalmente a un animal o un personaje de gran tamaño en el centro, sobre un fondo de arabescos. 

### Piedra dura

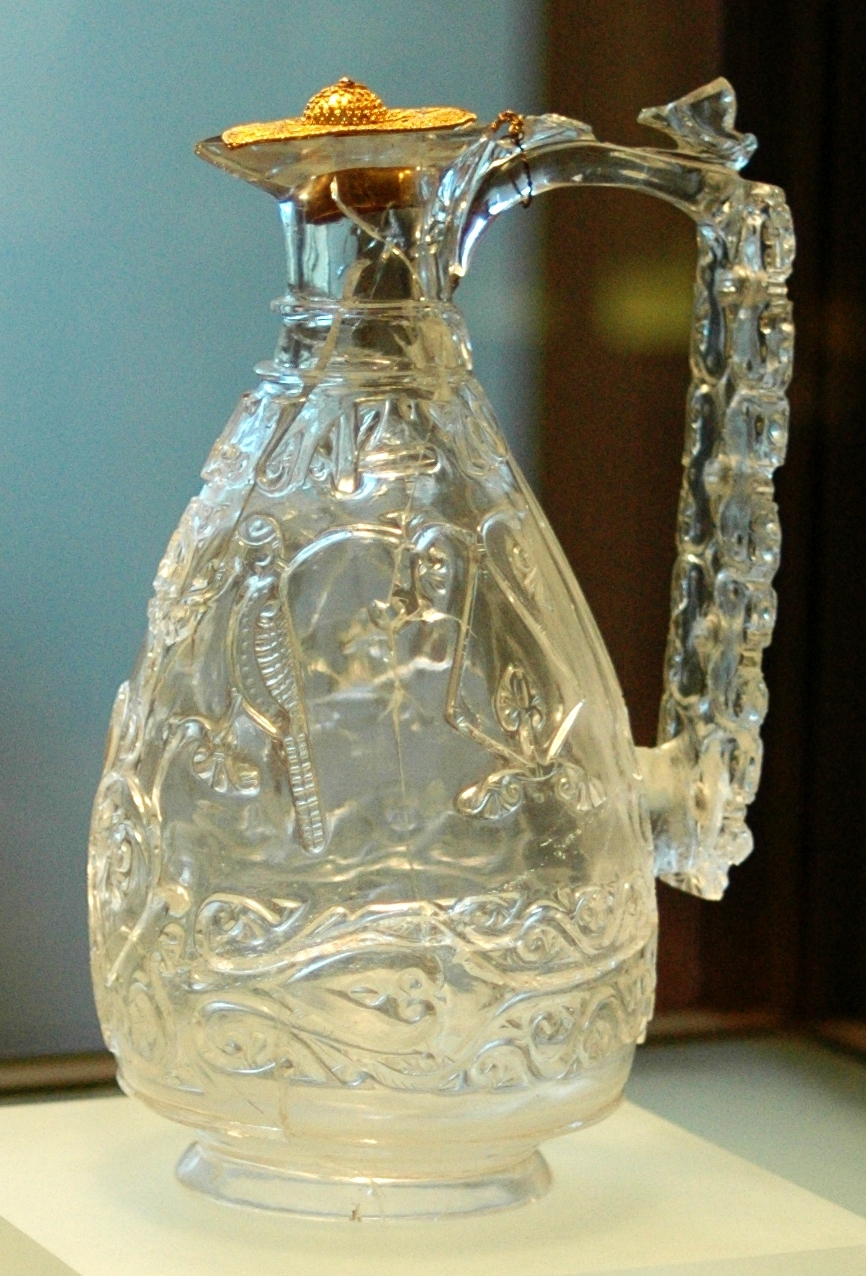
Aguamanil de los pájaros, cristal de roca, final del o principios del, procedencia: tesoro de la Basílica de Saint-Denis, museo del Louvre.

El cristal de roca es una piedra especialmente delicada de trabajar. Los artesanos la trabajan solamente por abrasión, es decir, por desgaste con arena. Hay que pensar en el número de horas que habrán necesitado obras como la serie de aguamaniles del siglo X, cuyo más bello ejemplo se encuentra en el tesoro de la Basílica de San Marcos de Venecia. Otro ejemplo, el aguamanil de los pájaros, se encuentra en el museo del Louvre. También existen objetos más pequeños y más compactos que sirven para frascos de perfume por ejemplo, y que en occidente se reutilizaron como relicarios. Puede tener formas geométricas, decoradas con motivos vegetales, y son conocidos también una serie de pequeños animales, en particular, leones.

### Vidrio
Se utiliza mucho también el vidrio; a menudo tallado, lo que constituye siempre una hazaña, para una materia tan frágil. Uno de los objetos más importantes es un cuenco en vidrio opaco de color turquesa tallado, conservado en el tesoro de San Marcos de Venecia. Un detalle divertido: lleva grabado el nombre Khurasan, nombre de una provincia del este de Irán, aunque los científicos han podido determinar claramente que se había tallado en Egipto. En efecto, es del este de Irán la región de dónde es originaria la técnica del vidrio tallado y de dónde procedían las turquesas, piedras preciosas. Esta falsa inscripción daba hasta cierto punto un mayor valor al objeto haciendo creer que se habían utilizado turquesas. Pero los vidrios tallados no son el único tipo de obras conservadas en este material. El Egipto fatimí, en efecto, es también un importante productor de vidrio pulido, técnica que casi desaparecerá  con el final de la dinastía chiita.